# Liste der Biografien/Brd
Liste der Biografien |
Portal Biografien |
Personensuche
# |
A |
B |
C |
D |
E |
F |
G |
H |
I |
J |
K |
L |
M |
N |
O |
P |
Q |
R |
S |
T |
U |
V |
W |
X |
Y |
Z |
?
 
Ba |
Be |
Bd |
Bg |
Bh |
Bi |
Bj |
Bl |
Bm |
Bn |
Bo |
Br |
Bs |
Bu |
Bw |
By |
Bz
 
Bra |
Brc |
Brd |
Bre |
Brg |
Bri |
Brj |
Brk |
Brl |
Brn |
Bro |
Brp–Brt |
Bru |
Brv |
Bry |
Brz
Die Liste der Biografien führt alle Personen auf, die in der deutschsprachigen Wikipedia einen Artikel haben. Dieses ist eine Teilliste mit 7 Einträgen von Personen, deren Namen mit den Buchstaben „Brd“ beginnt.

## Brd

### Brda
- Brdarić, Thomas (* 1975), deutscher Fußballspieler und -trainerThomas Brdarić (* 1975)

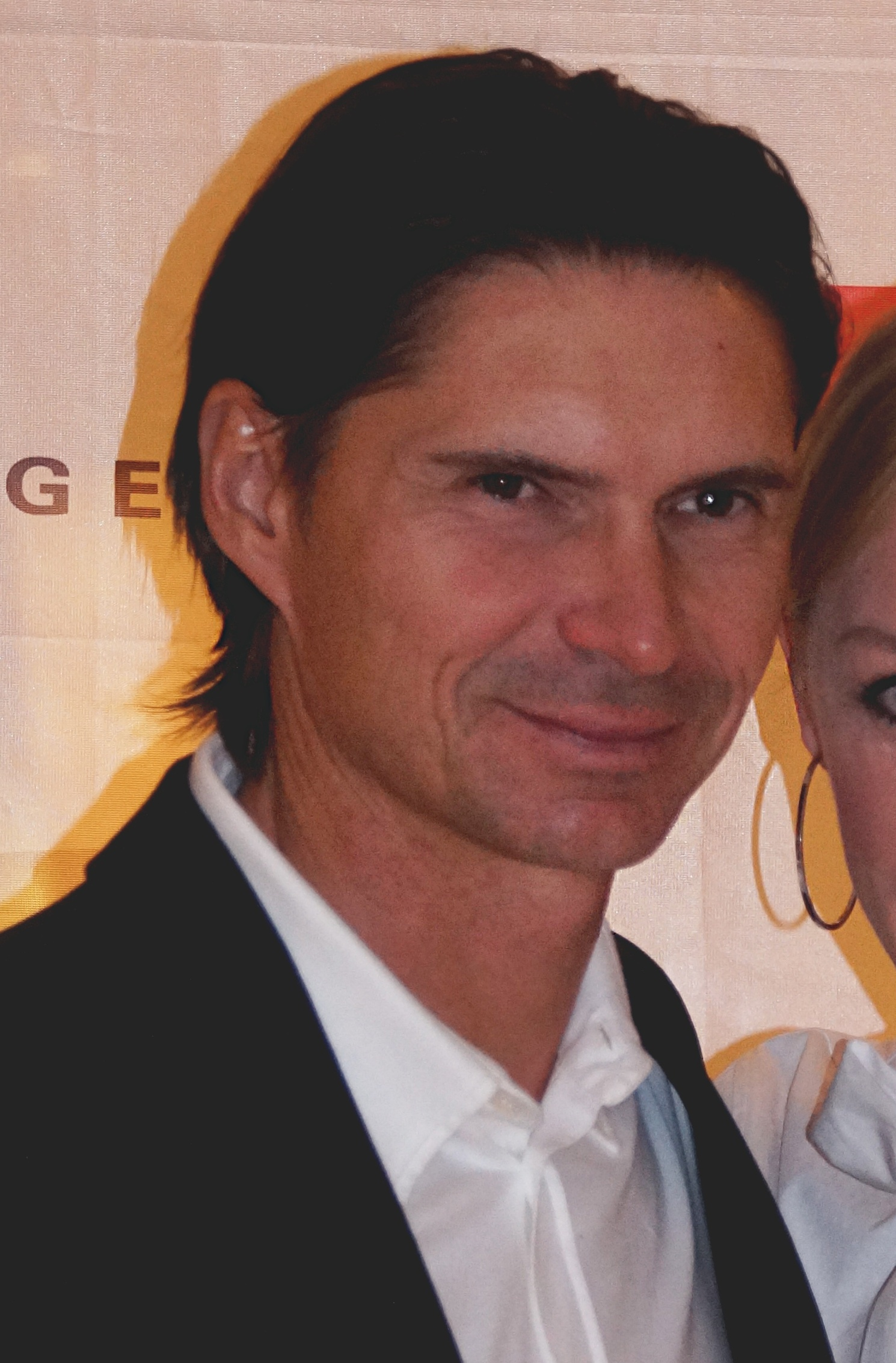
Thomas Brdarić (* 1975)

- Brdarić, Tim (* 2000), deutscher Fußballspieler

### Brde
- Brdenk, Peter (* 1959), deutscher Architekt und Lichtgestalter

### Brdi
- Brdička, Rudolf (1906–1970), tschechischer Chemiker (Physikalische Chemie)

### Brdj
- Brđanin, Radoslav (1948–2022), bosnisch-herzegowinischer Politiker, verurteilter Kriegsverbrecher
- Brdjanovic, Ivona (* 1986), Schweizer Dramatikerin, Drehbuchautorin und Schriftstellerin

### Brdl
- Brdlik, Karl (1874–1948), sudetendeutscher Lehrer und Heimatforscher